# Vlaggenlijn
De vlaggenlijn is de gevlochten lijn (of koord) door een zoom aan de broekingzijde van een vlag. De lijn is aan de bovenzijde voorzien van een lus of musketon en aan de onderzijde van voldoende lengte om de vlaggenlijn te bevestigen aan de onderzijde van de mast (met een mastworp of op een kikker) dan wel aan de lijn waarmee de vlag via de katrol van de mast gehesen wordt (waardoor deze lijn en de vlaggenlijn gezamenlijk in feite een lus vormen).